# プリンス・モハメド・スタジアム
プリンス・モハメド・スタジアム(アラビア語: ستاد الأمير محمد、英: Prince Mohammed Stadium)は、ヨルダンのザルカにある多目的スタジアムである。

## 概要
収容人数は17,000人。主にサッカーの試合に用いられる。ヨルダンリーグに所属するマンシーヤ・バニー・ハサンがホームスタジアムとして使用している他、サッカーヨルダン代表がホームスタジアムとして使用することもある。
2011年には、ロンドンオリンピックサッカーアジア予選女子二次予選グループCの会場として使用された。

## 交通アクセス
アンマンの中心街から車で約30～40分。